# Station Pornichet
Station Pornichet is een spoorwegstation in de Franse gemeente Pornichet.